# Чемпионат Таиланда по волейболу среди женщин
Чемпионат Таиланда по волейболу среди женщин — ежегодное соревнование женских волейбольных команд Таиланда. С сезона 2010/2011 организатором является профессиональная Волейбольная Лига Таиланда. Чемпионат проходит по системе «осень—весна».

## Формула соревнований
Чемпионат в сезоне 2024/25 включал 4 этапа — три групповых и плей-офф. На 1-м групповом этапе 8 команд играли в один круг. 6 лучших на 2-м этапе также играли в один круг без учёта результатов 1-го этапа. На 3-м этапе 4 лучшие команды провели однокруговой турнир без учёта ранее показанных результатов и определили полуфинальные пары плей-офф. Плей-офф, прошёл в формате «финала четырёх» — два полуфинала и два финала (за 1-е и 3-е места).
В чемпионате 2024/25 приняли участие 8 команд: «Супреме Чонбури» (Чонбури), «Накхонратчасима», «Кхонкэн Стар» (Кхонкэн), «Хэнд ин Хэнд Русо» (Патхумтхани), «Накхонпатхом», «Кэннакон» (Кхонкэн), «Накхоннон» (Нонтхабури), «Эурека Сисакет» (Сисакет). Чемпионский титул выиграл «Супреме Чонбури», победивший в финале «Кхонкэн Стар» 3:0. 3-е место заняла «Накхонратчасима».

## Чемпионы (с 1999)
- 1999 «Аэро Тай» Бангкок
- 2000 «Аэро Тай» Бангкок
- 2001 «Аэро Тай» Бангкок
- 2002 «BEC World» Бангкок
- 2003 «BEC World» Бангкок
- 2004 «BEC World» Бангкок
- 2005 «Сангсом» Бангкок
- 2006 «Сангсом» Бангкок
- 2007 «Сангсом» Бангкок
- 2008 «Сангсом» Бангкок
- 2009 «Федербрау» Бангкок
- 2010 «Федербрау» Бангкок
- 2011[1] «Кату Пхукет» Пхукет
- 2012[1] «Накхоннон»
- 2013 «Идэ Кхонкэн» Кхонкэн
- 2014 «Накхонратчасима»
- 2015 «Бангкок Глэсс»
- 2016 «Бангкок Глэсс»
- 2017 «Супреме Чонбури» Чонбури
- 2018 «Супреме Чонбури» Чонбури
- 2019 «Накхонратчасима»
- 2020 «Супреме Чонбури» Чонбури
- 2021 «Даймонд Фуд» Сарабури
- 2022 «Даймонд Фуд» Сарабури
- 2023 «Накхонратчасима»
- 2024 «Накхонратчасима»
- 2025 «Супреме Чонбури» Чонбури